# Михида Сергій Павлович
Михида Сергій Павлович  — український літературознавець, доктор філологічних наук, професор, проректор з наукової роботи Центральноукраїнського державного педагогічного університету імені В.Виниченка.

## Творчий шлях
Отримав вищу освіту в КДПУ ім. В.Винниченка.
У 1995 році захистив дисертацію на тему: «Конфлікт у драмах В.Винниченка: змістові домінанти і поетика» в Київському національному ун-ті ім. Тараса Шевченка. З 1996 року старший викладач, доцент, професор кафедри української літератури КДПУ ім. В.Винниченка. 2013 року захистив докторську дисертацію на тему: «Реконструкція психопортретів українських письменників кінця ХІХ — початку ХХ століття на матеріалі мегатексту» в Інституті літератури імені Т. Г. Шевченка НАН України. З 2006 —2008 року — помічник ректора. З 2008 року і до сьогодні  — проректор з наукової роботи.

## Науковий доробок
- Психопоетика українського модерну: Проблема реконструкції особистості письменника / Сергій Михида. — Кіровоград: «Поліграф — Терція», 2012. — 352 с.
- Слідами його експериментів. Змістові домінанти та поетика конфлікту в драматургії Володимира Винниченка: монография / С. П. Михида. — Кіровоград: Центрально-Українське видавництво, 2002. — 192 с.
- Історія української літератури кінця XIX — початку XX століття: [навч. посіб.-хрестом.] / С. П. Михида. — Кіровоград, 2010